# Hatsuyuki
L'Hatsuyuki (初雪? lett. "Prima neve dell'inverno"), sino al 1º agosto 1928 denominato 41-Gō kuchikukan (第41駆逐艦? lett. "cacciatorpediniere Numero 41"), è stato un cacciatorpediniere della Marina imperiale giapponese, nona unità appartenente alla classe Fubuki. Fu varato nell'ottobre 1929 dal cantiere di Maizuru.
Appartenente all'11ª Divisione, all'inizio del conflitto nel Pacifico operò in seno alla 2ª Flotta di scorta a vari convogli e poi alla 7ª Divisione incrociatori. Seguì poi la forza distaccata del viceammiraglio Jisaburō Ozawa nell'invasione delle isole Andamane a fine marzo. A metà aprile riprese la rotta per il Giappone e a Kure fu revisionato; con la divisione fu presente alla decisiva battaglia delle Midway (4-6 giugno) senza però prendervi effettivamente parte. Inviato in Birmania, nella prima decade di agosto fu richiamato nel Pacifico sud-occidentale, dove gli statunitensi erano sbarcati su Guadalcanal. Fu impegnato in numerose missioni di trasporto truppe e combatté sia nella battaglia di Capo Speranza (11-12 ottobre), sia nella più vasta battaglia navale di Guadalcanal (12-15 novembre), sopravvivendo senza danni. Per i successivi otto mesi fu impiegato in servizi di scorta a convogli di trasporti o talvolta di navi da guerra; partecipò dunque, a inizio luglio, alla battaglia del Golfo di Kula, subendo danni al timone. Riparato provvisoriamente, il 16 luglio salpò da Rabaul con un carico di truppe che il 17 iniziò a sbarcare sulle coste meridionali di Boungaiville; si verificò allora un'incursione aerea statunitense durante la quale fu gravemente colpito e lo scafo squarciato affondò in acque basse.

## Servizio operativo

### Costruzione
Il cacciatorpediniere Hatsuyuki fu ordinato nell'anno fiscale edito dal governo giapponese nel 1923, inizialmente con la denominazione "cacciatorpediniere Numero 41" (41-Gō kuchikukan in lingua giapponese). La sua chiglia fu impostata nel cantiere navale di Maizuru il 12 aprile 1927 e il varo avvenne il 29 settembre 1928; fu completato il 30 marzo 1929. Il 1º agosto 1928 aveva assunto il suo nome definitivo, avendo la Marina imperiale abbandonato alla data il sistema di nomenclatura del naviglio leggero con soli numeri. La nave formò con il Fubuki e lo Shirayuki l'11ª Divisione, dipendente dalla 3ª Squadriglia della 1ª Flotta, e divenne ammiraglia di divisione.
Il 26 settembre 1935 si trovava in alto mare tra Hokkaidō e le isole Curili con il resto della 4ª Flotta, per le annuali esercitazioni combinate, quando un violento tifone sorprese la squadra: le ondate posero a serio rischio la tenuta delle navi e lo Hatsuyuki perse l'intera prua sino alla torre di comando, ma non affondò. Fu trainato in arsenale e sottoposto a lunghe riparazioni.

### 1941-1942
Tra 1940 e 1941 il comando fu assunto dal capitano di fregata Junnari Kamiura e, siccome era sempre ammiraglia, l'Hatsuyuki accolse a bordo il capitano di vascello Kiichirō Shōji con il rispettivo stato maggiore. Il 20 novembre 1941 seguì la divisione d'appartenenza e l'intera 3ª Squadriglia da Kure a Samah sull'isola di Hainan, raggiunta il 26. Il 4 dicembre fu assegnato con i cacciatorpediniere gemelli alla scorta della 7ª Divisione incrociatori (Mogami, Mikuma, Suzuya, Kumano), a sua volta costituente la copertura a distanza degli sbarchi a Kota Bharu, in Malaysia, nel Borneo britannico e alle isole Anambas (scortò un paio di convogli esso stesso), continuando sino al 30 gennaio 1942. Dal 13 al 18 febbraio operò assieme alle formazioni che sbarcarono truppe sull'isola di Bangka e poi a Palembang, venendo coinvolto con lo Asagiri e l'incrociatore leggero Yura nella cattura o affondamento di sette unità alleate. Aggregato dunque al gruppo occidentale del viceammiraglio Jisaburō Ozawa per l'invasione di Giava, nella notte tra il 28 febbraio e il 1º marzo combatté nella breve battaglia dello Stretto della Sonda senza riportare danni. Il 12 marzo 'Hatsuyuki seguì la squadra di appoggio del viceammiraglio Ozawa, che dapprima vigilò su un altro sbarco a Sumatra, poi penetrò nell'Oceano Indiano e occupò con facilità le isole Andamane il 23: fece base a Port Blair, condusse ricognizioni e servizio di scorta, infine rientrò a Singapore; poi il 13, con i cacciatorpediniere gregari, fece rotta per Kure, raggiunta il 22 dopo una tappa alla baia di Cam Ranh e dove fu revisionato: cambiò anche comandante nella persona del capitano di corvetta Tatsuya Yamaguchi il 12 maggio. A fine mese salpò assieme alle corazzate della 1ª Flotta, che accompagnò nel corso della battaglia delle Midway (4-6 giugno), senza però avervi parte.
Tornata in patria, la divisione scortò un convoglio sino alle isole Amami Ōshima e dal 2 al 16 condusse in loco pattugliamenti anti-sommergibile; il 17 ebbe ordine di recarsi a Mergui, in Birmania, per future operazioni nell'Oceano Indiano. Raggiunse la destinazione il 31 dopo aver fatto tappa alla base militare di Mako e a Singapore, ma l'8 agosto fu dirottata a Guadalcanal, dove marine statunitensi erano sbarcati d'improvviso il giorno prima. Lo Hatsuyuki guidò i gemelli sino a Davao, lasciata il 19 agosto di scorta a un convoglio recante a bordo truppe: tutte le unità giunsero alla base aeronavale di Truk il 23 e l'11ª Divisione proseguì poco dopo per la piazzaforte di Rabaul, toccata il 27 agosto. Subito il Fubuki e i cacciatorpediniere gregari furono incaricati di proteggere il trasporto Sado Maru in partenza per le isole Shortland, che furono raggiunte in sicurezza il 29. La divisione effettuò quindi il trasporto veloce di nuclei di fanteria all'isola contesa, ripetuta poi il 31. Nella notte del 4-5 settembre l'Hatsuyuki e i cacciatorpediniere Murakumo, Yudachi, Ariake, Uranami e Shikinami fecero sbarcare a Punta Taivu (est della testa di ponte statunitense) oltre 1000 soldati, quindi l'Hatsuyuki cannoneggiò con i primi due i trasporti rapidi nemici Little e Gregory. Queste due unità, che avevano sbarcato un battaglione di Marine Raiders sull'Isola di Savo per accertarsi che i giapponesi non l'avessero occupata, furono inavvertitamente rivelate da alcuni razzi illuminanti lanciati da un idrovolante Consolidated PBY Catalina e presto affondate con grandi perdite in vite umane. Il 7 settembre l'Hatsuyuki sbarcò altre truppe, poi il 16 condusse una missione offensiva nelle acque di Guadalcanal; il 19 uscì dalle Shortland e prestò assistenza a un trasporto silurato. Il 1º ottobre era in mare per un'altra traversata del Tokyo Express, ma fu localizzato da alcuni aeroplani americani che lo mancarono di misura; tuttavia il timone rimase incatastato e, tornato all'arcipelago, fu riparato. Sei giorni dopo fece approdare truppe sull'Isola di Rendova e, subito dopo, fu aggregato con il Fubuki alla 6ª Divisione incrociatori, incaricata di eseguire un bombardamento notturno dell'aeroporto sull'isola. La formazione fu però scoperta e, nella notte tra l'11 e il 12, duramente respinta: il Fubuki fu distrutto e l'Hatsuyuki recuperò 518 membri dell'equipaggio dell'incrociatore pesante Furutaka che, gravemente colpito, affondò in seguito.
Rientrato alle Shortland, accompagnò il devastato incrociatore pesante Aoba sino a Truk (15 ottobre), per poi tornare all'ancoraggio avanzato il 21. Nel corso della battaglia delle isole Santa Cruz rimase in rada, mentre fu coinvolto dal 31 ottobre al 3 novembre nella scorta ravvicinata agli incrociatori Kinugasa e Sendai nel quadro di un ciclo di missioni trasporto truppe. Dal 6 al 9, quindi, difese il Sendai che rientrò a Truk e qui fu aggregato all'imponente 2ª Flotta del viceammiraglio Nobutake Kondō, che era previsto bombardasse l'aeroporto per consentire un grande sbarco di uomini e mezzi sull'isola. L'Hatsuyuki combatté nel secondo scontro della complessa battaglia navale di Guadalcanal e contribuì, con l'incrociatore leggero Nagara e altri cacciatorpediniere, ad affondare o mettere fuori combattimento quattro cacciatorpediniere statunitensi, senza subire alcun danno. Tuttavia, in ultimo, i giapponesi non riuscirono a raggiungere l'obiettivo: la flotta, provata da perdite, riguadagnò Truk il 18 novembre. Dal 29 del mese al 4 dicembre lo Hatsuyuki recò aviatori alle Shortland, a Rabaul e tornò alla base. Il 5 si unì allo Yukikaze nella scorta alla portaerei Hiyo da Truk a Kure; qui giunto rimase nell'arsenale per una profonda revisione. In corso d'opera fu aggiunto, dinanzi alla plancia, un ballatoio per ospitare un impianto binato con mitragliatrici Type 93 da 13,2 mm mentre non è chiaro se furono implementati due ulteriori lanciabombe di profondità, portando a trentasei le cariche disponibili, come indica una fonte.

### 1943 e l'affondamento
L'8 gennaio 1943 l'Hatsuyuki salpò da Kure aggregato alla scorta del secondo scaglione del convoglio Hei numero 1, recante a bordo reparti della 20ª Divisione fanteria: dopo una tappa (15-17 gennaio) alle isole Palau, i quattro trasporti giunsero a Wewak in Nuova Guinea e l'Hatsuyuki ripartì a grande velocità per le Palau, dove rimase tutto il 25. Il giorno seguente salpò, fece sosta a Wewak e il 30 si fermò a Truk. Dal giorno successivo accompagnò le grandi unità della 2ª Flotta che, incrociando a nord di Guadalcanal, crearono un diversivo che rese possibile la completa evacuazione dell'isola. Tornato a Truk, l'11 febbraio scortò la nave appoggio sommergibili Chogei sino a Rabaul e ne ripartì il 15 di scorta alla nave officina Yamashiro Maru, che due giorni dopo arrivò indenne a Kavieng: nei pressi della rada, però, l'Hatsuyuki urtò contro una scogliera e quindi dovette rientrare a Rabaul il 21 per riparazioni complete. Durante i lavori la 3ª Squadriglia passò in blocco all'8ª Flotta (25 febbraio) e fu subito impiegato per una rischiosa missione di scorta, finita nel disastro a inizio marzo; l'Hatsuyuki si portò il 3 al largo di Kavieng dove incontrò i quattro cacciatorpediniere superstiti il 4: prese a bordo alcune centinaia di naufraghi e passò alle navi danneggiate scorte di carburante, quindi fece rotta su Rabaul. Il 7 salpò di scorta a un convoglio che fece tappa a Truk prima di fermarsi il 21 a Kure, dove l'Hatsuyuki fu tratto in bacino di carenaggio per approfonditi lavori.
Rimesso in acqua alla fine di aprile e spostato a Yokosuka, l'Hatsuyuki fu impegnato per tutto maggio nella scorta alla portaerei di scorta Taiyo che toccò i porti e basi militari di Manila, Soerabaja, Singapore, Mako e infine Sasebo. Il 30 maggio, giorno seguente alla conclusione della missione, il comandante Yamaguchi cedette il posto al capitano di corvetta Yoshirō Sugihara. Il 31 l'Hatsuyuki ripartì subito in difesa di un convoglio che giunse il 7 giugno a Truk, poi continuò sino a Rabaul; qui rimase dal 12 al 26, poi caricò materiali vari e ne effettuò il trasporto sino alla base di Rekata su Bougainville, rientrando il 28. Già il giorno seguente completò lo spostamento di truppe su Buka e il 2 luglio bombardò l'Isola di Rendova, da poco occupata da formazioni statunitensi. Nella notte del 5-6 luglio partecipò a una missione in forze di trasporto truppe per l'isola di Kolombangara e rimase coinvolto nella battaglia del Golfo di Kula, durante la quale tre proietti rimasti inesplosi tranciarono i comandi idraulici del timone e fecero sei morti. Lo Hatsuyuki fu comunque capace di rientrare alle Shortland con la guida manuale, quindi proseguì per Rabaul il 7 accompagnando l'incrociatore pesante Chokai che aveva medesima destinazione: per la settimana seguente rimase in riparazione. Il 16 luglio imbarcò truppe e salpò alla volta delle isole Shortland, ma il 17, durante la discesa a terra dei passeggeri al molo dell'aeroporto di Kahili, si verificò un'incursione statunitense; un ordigno esplose in corrispondenza del deposito munizioni di poppa e il forte scoppio annientò l'Hatsuyuki, il cui relitto poggiò in acque basse. Tra l'equipaggio e i soldati ancora a bordo si ebbero 120 morti e trentasei feriti, ma il capitano Sugihara riuscì a salvarsi.
L'Hatsuyuki fu rimosso dai ruoli della Marina imperiale il 5 ottobre 1943.